# Крутое (Тамбовская область)
Круто́е — село в Петровском районе Тамбовской области России. 
Административный центр Крутовского сельсовета.

## География
Расположено на реке Матыра, в 9 км к югу от райцентра, села Петровское, и в 82 км к западу от центра Тамбова.

## Население
| 2002 | 2010 |
| ---- | ---- |
| 541  | ↗547 |

Согласно результатам переписи 2002 года, в национальной структуре населения русские составляли 93 % от жителей.